# 布克依
布克依（1742年—1815年5月12日），又名布克依·努拉利耶夫，哈薩克布克依斡耳朵奠基人。
他是小玉茲可汗努拉里之子，在1797年小玉茲額什木汗去世後他聲稱自己是可汗，但在可汗選舉中輸給另一位蘇丹艾舒阿克(他是阿布勒海爾之子)，1799年，他向俄羅斯皇帝保羅一世提出上訴，要求允許將他控制的部分哈薩克人轉移到烏拉爾右岸。
1801年保羅一世發佈命令，允許蘇丹布克依及其控制下的哈薩克氏族渡河至烏拉爾河右岸(此地在卡爾梅克人遷回新疆後荒廢)。他們代表了哈薩克社會最貧窮的部分。
1812年，布克依被公認為布克依幹耳朵的可汗。晉陞為可汗的儀式和宣誓效忠俄羅斯國家的儀式在烏拉爾斯克烏拉爾河和恰甘河交匯處的一片小樹林中舉行。從那時起，這片樹林就被稱為可汗的樹林。
1815年5月12日，布克依去世。他在可汗位置將由14歲的揚吉爾·克列汗繼承。他的弟弟昔凱，被任命為斡耳朵的臨時統治者。